# Conus fusellinus
Espèce
Conus lombardii est une espèce fossile de mollusques gastéropodes marins de la famille des Conidae.

## Distribution
Cette espèce marine d'escargot à cône est présente sous forme de fossile dans le Miocène de la Nouvelle-Zélande. 

## Taxonomie

### Publication originale
L'espèce Conus fusellinus a été décrite pour la première fois en 1917 par le zoologiste, naturaliste, paléontologue et malacologiste néo-zélandais d'origine suisse  Henry Suter (d) (1841-1918).

## Identifiants taxonomiques
- Ressources relatives au vivant :   - Global Biodiversity Information Facility
  - World Register of Marine Species

Chaque taxon catalogué par les bases de données biologiques et taxonomiques possède un identifiant qui permet d'établir un point de référence. Les identifiants de Conus fusellinus dans les principales bases sont les suivants :
CoL : XXFR - GBIF : 7627314 - WoRMS : 831755